# Македонски клуб (Белград)
Македонският клуб (на сръбски: Македонски клуб) е македонистка организация на македонската емиграция в Сърбия.
Създаден е през 1902 година в Белград. Михаил Солунов, Диаманди Мишайков и Стефан Дедов са активистите на клуба. Те издават вестник „Балкански гласник“. От вестника излизат 8 броя, след което е спрян и редакторите му са изгонени от Сърбия, а клубът е затворен. През 1905 година е отворен нов Македонски клуб. Създатели на клуба са воденчанинът Григор Хаджиташкович и гевгеличанинът Георги Герджикович. Неофициален орган на клуба е вестник „Автономна Македония“, в който се поддържа концепцията за автономна македонска държава при гаранцията на Великите сили и балканските държави в рамките на Балканска федерация. След последвалия конфликт с дейците на Сръбския македонски комитет вестникът е спрян, а клубът отново е затворен.